# Route nationale 7 (Niger)
Pour les articles homonymes, voir Route nationale 7, N7 et RN7.
La route nationale 7 (N7 ou RN7) est une route nationale du Niger.
La route va de Dosso jusqu'à Gaya à la frontière entre le Bénin et le Niger.
La N25 a une longueur de 155 km.

## Parcours
La route nationale 7 commence à Dosso, à environ 130 kilomètres à l'est de Niamey.
La N7 se déroule en direction du sud à travers le sahel désertique en terrain plat.
La N7 traverse quelques petits villages.
Au sud de Bengou, la N7 croise la N8 qui se dirige vers le Nigeria.
La N7 traverse ensuite la ville frontalière de Gaya.
La frontière est formée par le fleuve Niger.
Au Benin, la N7 est prolongée par la RNIE2 qui se dirige vers le sud jusqu'à Parakou et Cotonou.
La N7 est la principale liaison entre le Niger et le Bénin et est importante pour l'importation et l'exportation du Niger, via les ports de Cotonou. En décembre 1959, le premier pont sur le Niger a été ouvert à Gaya.

## Réseau
La N7 forme la partie la plus méridionale de la Route de l'Uranium de longue de 650 kilomètres qui relie les mines d'uranium d'Arlit à  la frontière avec le Bénin.
La destination des transports routiers est le port de Cotonou au Bénin. La Route de l'Uranium a été goudronnée entre 1976 et 1980. Il est entretenu par le biais de contrats avec les sociétés d'extraction d'uranium.

## Tracé
- Dosso
- Bengou
- Gaya
- Frontière entre le Bénin et le Niger